# Jean-Frédéric Perregaux

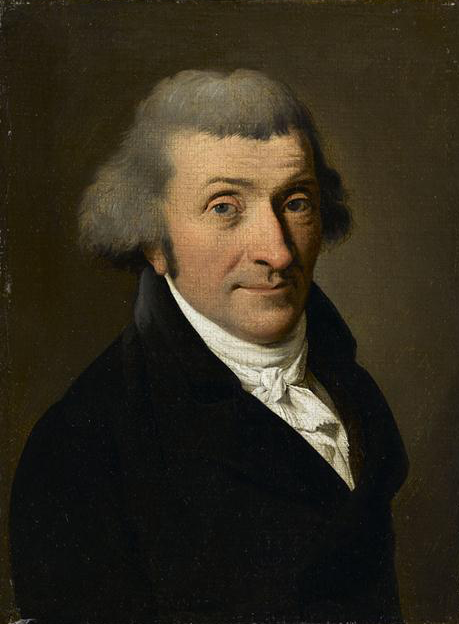

Jean Frédéric Perrégaux (Neuchâtel, 4 settembre 1744 – Viry-Châtillon, 17 febbraio 1808) è stato un banchiere e politico svizzero naturalizzato francese.

## Biografia
Originario del cantone di Neuchâtel, Jean Frédéric era figlio di un ufficiale dei mercenari svizzeri dell'esercito dei re di Francia.
Deciso a entrare nella finanza, fece apprendistato a Mulhouse, Amsterdam e Londra.
Arrivò a Parigi nel 1765 per lavorare come banchiere. Collaborò anche nella ditta bancaria di Jacques Necker. Nel 1781 si mise in società con Isaac Panchaud e divenne uno dei banchieri dell'alta società dell'Ancien Régime negli ultimi anni di questo sistema.
Allo scoppio della Rivoluzione fu eletto membro del comitato delle Finanze dell'Assemblea Costituente.
Durante il Terrore Perrégaux ricevette fondi dagli inglesi per distribuirli ai provocatori che istigavano alla radicalizzazione della Rivoluzione, al fine di provocare una frattura nel fronte rivoluzionario. Scoperto, fu costretto a fuggire in Svizzera.
Perrégaux riprese l'attività bancaria in Francia durante il periodo del Termidoro e del Direttorio. Era tuttavia osservato dalla polizia per i suoi stretti rapporti con l'Inghilterra, la Svizzera, la repubblica di Ginevra (dove avrebbe portato i patrimoni dei nobili emigrati) e addirittura con ambienti vicini all'Imperatore.
Nel 1799 Perrégaux fu un sostenitore del colpo di stato del 18 brumaio, che portò al potere Napoleone.
Nello stesso anno il Primo Console Bonaparte lo nominò senatore e l'anno successivo Primo Reggente della Banque de France, carica che terrà fino alla morte, nel 1808. Fu sepolto al Pantheon.